# 海南国際友好公園
「海南国際友好公園」プロジェクトは海南省外事僑務事務室の公益性プロジェクト。

## 概要
このプロジェクトは、海南省対外結良い展示や対外開放の成果や友好都市国家の文化、民俗の風情、建築庭園、彫刻芸術公園、そして交流、レジャーの場所。そのうち、兵庫県は約120万人民元建て「兵庫友好庭」を贈る海南省。
現在、海口市園林局によると、「海南国際友好公園」を含む南渡江滨江西帯状の仕事の計画が設計する。2010年全面的にスタートしてプロジェクトの建設の仕事。